# Élections législatives de 2002 en Guadeloupe
Les élections législatives françaises de 2002 se déroulent les 9 et 16 juin 2002. Dans le département de la Guadeloupe, quatre députés sont à élire dans le cadre de quatre circonscriptions.

## Élus
| Circonscription | Député sortant     | Parti | Parti | Député élu ou réélu     | Parti | Parti |
| --------------- | ------------------ | ----- | ----- | ----------------------- | ----- | ----- |
| 1re             | Daniel Marsin      |       | GUSR  | Éric Jalton             |       | PS    |
| 2e              | Ernest Moutoussamy |       | PPDG  | Gabrielle Louis-Carabin |       | OG    |
| 3e              | Léo Andy           |       | GUSR  | Joël Beaugendre         |       | OG    |
| 4e              | Philippe Chaulet   |       | OG    | Victorin Lurel          |       | PS    |

## Résultats

### Résultats à l'échelle du département
| Parti                                          | Parti                                         | Premier tour | Premier tour | Second tour | Second tour | Sièges |
| Parti                                          | Parti                                         | Voix         | %            | Voix        | %           | Sièges |
| ---------------------------------------------- | --------------------------------------------- | ------------ | ------------ | ----------- | ----------- | ------ |
|                                                | Fédération guadeloupéenne du Parti socialiste | 18 888       | 21,08        | 27 270      | 25,44       | 2      |
|                                                | Guadeloupe unie, solidaire et responsable     | 12 085       | 13,49        | 23 970      | 22,36       | 0      |
|                                                | Parti progressiste démocratique guadeloupéen  | 10 035       | 11,20        | 14 332      | 13,37       | 0      |
|                                                | Parti communiste guadeloupéen                 | 5 952        | 3,58         |             |             | 0      |
|                                                | Divers gauche                                 | 2 062        | 2,30         | 0           |             |        |
|                                                | Les Verts                                     | 1 350        | 1,51         | 0           |             |        |
|                                                | Pôle républicain                              | 256          | 0,29         | 0           |             |        |
|                                                | Gauche parlementaire                          | 47 510       | 53,03        | 65 572      | 61,16       | 2      |
|                                                |                                               |              |              |             |             |        |
|                                                | Objectif Guadeloupe                           | 25 401       | 28,35        | 41 635      | 38,84       | 2      |
|                                                | Divers droite                                 | 8 801        | 9,82         |             |             | 0      |
|                                                | Union pour la démocratie française            | 1 736        | 1,94         | 0           |             |        |
|                                                | Majorité présidentielle                       | 35 938       | 40,12        | 41 635      | 38,84       | 2      |
|                                                |                                               |              |              |             |             |        |
|                                                | Extrême droite dont MNR                       | 3 671        | 4,10         |             |             | 0      |
|                                                | Régionaliste                                  | 1 647        | 1,84         | 0           |             |        |
|                                                | Front national                                | 308          | 0,34         | 0           |             |        |
|                                                | Divers                                        | 282          | 0,31         | 0           |             |        |
|                                                | Extrême gauche dont LO                        | 220          | 0,25         | 0           |             |        |
|                                                | Divers écologiste                             | 8            | 0,01         | 0           |             |        |
|                                                |                                               |              |              |             |             |        |
| Inscrits                                       | Inscrits                                      | 281 621      | 100,00       | 281 578     | 100,00      | 4      |
| Abstentions                                    | Abstentions                                   | 186 843      | 66,35        | 167 978     | 59,66       |        |
| Votants                                        | Votants                                       | 94 778       | 33,65        | 113 600     | 40,34       |        |
| Blancs et nuls                                 | Blancs et nuls                                | 5 194        | 5,48         | 6 393       | 5,63        |        |
| Exprimés                                       | Exprimés                                      | 89 584       | 94,52        | 107 207     | 94,37       |        |
| Source : Ministère de l'Intérieur - Guadeloupe |                                               |              |              |             |             |        |

### Résultats par circonscription

#### Première circonscription (Pointe-à-Pitre)
| Candidat       | Candidat               | Parti          | Premier tour | Premier tour | Second tour | Second tour |  |
| Candidat       | Candidat               | Parti          | Voix         | %            | Voix        | %           |  |
| -------------- | ---------------------- | -------------- | ------------ | ------------ | ----------- | ----------- |  |
|                | Daniel Marsin sortant  | GUSR           | 7 857        | 36,83        | 12 863      | 49,67       |  |
|                | Éric Jalton élu        | PS             | 7 591        | 35,58        | 13 036      | 50,33       |  |
|                | Simon Ibo              | Extrême droite | 2 669        | 12,51        |             |             |  |
|                | Georges Bredent        | PPDG           | 2 042        | 9,57         |             |             |  |
|                | Michel Bangou          | PCG            | 473          | 2,22         |             |             |  |
|                | Roland Thesauros       | Régionaliste   | 272          | 1,27         |             |             |  |
|                | Sonia Catalan          | Les Verts      | 175          | 0,82         |             |             |  |
|                | Rodrigue Inseque       | Divers         | 103          | 0,48         |             |             |  |
|                | Danielle Diakok        | LO             | 98           | 0,46         |             |             |  |
|                | Vanessa Bickers-Garcia | MNR            | 54           | 0,25         |             |             |  |
|                |                        |                |              |              |             |             |  |
| Inscrits       | Inscrits               | Inscrits       | 61 291       | 100,00       | 61 287      | 100,00      |  |
| Abstentions    | Abstentions            | Abstentions    | 38 629       | 63,03        | 33 683      | 54,96       |  |
| Votants        | Votants                | Votants        | 22 662       | 36,97        | 27 604      | 45,04       |  |
| Blancs et nuls | Blancs et nuls         | Blancs et nuls | 1 328        | 5,86         | 1 705       | 6,18        |  |
| Exprimés       | Exprimés               | Exprimés       | 21 334       | 94,14        | 25 899      | 93,82       |  |

#### Deuxième circonscription (Le Gosier)
| Candidat       | Candidat                     | Parti             | Premier tour | Premier tour | Second tour | Second tour |  |
| Candidat       | Candidat                     | Parti             | Voix         | %            | Voix        | %           |  |
| -------------- | ---------------------------- | ----------------- | ------------ | ------------ | ----------- | ----------- |  |
|                | Gabrielle Louis-Carabin élue | OG                | 8 341        | 34,1         | 15 607      | 52,13       |  |
|                | Ernest Moutoussamy sortant   | PPDG              | 7 993        | 32,68        | 14 332      | 47,87       |  |
|                | Blaise Aldo                  | Divers droite     | 2 992        | 12,23        |             |             |  |
|                | Mona Cadoce                  | PCG               | 1 743        | 7,13         |             |             |  |
|                | Claude Makouke               | Régionaliste      | 1 375        | 5,62         |             |             |  |
|                | Juliette Nubret-Adonicam     | Extrême droite    | 778          | 3,18         |             |             |  |
|                | Harry Durimel                | Les Verts         | 600          | 2,45         |             |             |  |
|                | Garbin Firmin                | UDF               | 534          | 2,18         |             |             |  |
|                | Yannis Malahel               | Divers            | 49           | 0,2          |             |             |  |
|                | Franciane Duval              | MNR               | 48           | 0,2          |             |             |  |
|                | Edouard Deher-Lesaint        | Divers écologiste | 8            | 0,03         |             |             |  |
|                |                              |                   |              |              |             |             |  |
| Inscrits       | Inscrits                     | Inscrits          | 80 343       | 100,00       | 80 332      | 100,00      |  |
| Abstentions    | Abstentions                  | Abstentions       | 54 586       | 67,94        | 48 834      | 60,79       |  |
| Votants        | Votants                      | Votants           | 25 757       | 32,06        | 31 498      | 39,21       |  |
| Blancs et nuls | Blancs et nuls               | Blancs et nuls    | 1 296        | 5,03         | 1 559       | 4,95        |  |
| Exprimés       | Exprimés                     | Exprimés          | 24 461       | 94,97        | 29 939      | 95,05       |  |

#### Troisième circonscription (Baie-Mahault)
| Candidat       | Candidat                     | Parti          | Premier tour | Premier tour | Second tour | Second tour |  |
| Candidat       | Candidat                     | Parti          | Voix         | %            | Voix        | %           |  |
| -------------- | ---------------------------- | -------------- | ------------ | ------------ | ----------- | ----------- |  |
|                | Joël Beaugendre élu          | OG             | 7 319        | 33,69        | 12 257      | 52,46       |  |
|                | Léo Andy sortant             | GUSR           | 4 228        | 19,46        | 11 107      | 47,54       |  |
|                | Édouard Chammougon           | Divers droite  | 3 308        | 15,23        |             |             |  |
|                | José Toribio                 | PS             | 2 754        | 12,68        |             |             |  |
|                | Jean Laguerre                | Divers gauche  | 2 062        | 9,49         |             |             |  |
|                | Clodine Lacave               | UDF            | 730          | 3,36         |             |             |  |
|                | Félix Flémin                 | PCG            | 474          | 2,18         |             |             |  |
|                | Marie-Line Pirbakas-Groevius | Les Verts      | 357          | 1,64         |             |             |  |
|                | Philippe Anais               | LO             | 122          | 0,56         |             |             |  |
|                | Éric Madachon                | Divers droite  | 90           | 0,41         |             |             |  |
|                | Christian Zozio              | Divers droite  | 84           | 0,39         |             |             |  |
|                | Amandine Thévenet            | MNR            | 69           | 0,32         |             |             |  |
|                | Christian Fiesque            | Divers         | 68           | 0,31         |             |             |  |
|                | Bernard Abdoul-Maninroudine  | Divers         | 60           | 0,28         |             |             |  |
|                | Élie-Jean Firmiez            | Divers droite  | 0            | 0            |             |             |  |
|                |                              |                |              |              |             |             |  |
| Inscrits       | Inscrits                     | Inscrits       | 73 350       | 100,00       | 73 348      | 100,00      |  |
| Abstentions    | Abstentions                  | Abstentions    | 50 189       | 68,42        | 48 314      | 65,87       |  |
| Votants        | Votants                      | Votants        | 23 161       | 31,58        | 25 034      | 34,13       |  |
| Blancs et nuls | Blancs et nuls               | Blancs et nuls | 1 436        | 6,2          | 1 670       | 6,67        |  |
| Exprimés       | Exprimés                     | Exprimés       | 21 725       | 93,8         | 23 364      | 93,33       |  |

#### Quatrième circonscription (Basse-Terre)
| Candidat       | Candidat                 | Parti            | Premier tour | Premier tour | Second tour | Second tour |  |
| Candidat       | Candidat                 | Parti            | Voix         | %            | Voix        | %           |  |
| -------------- | ------------------------ | ---------------- | ------------ | ------------ | ----------- | ----------- |  |
|                | Philippe Chaulet sortant | OG               | 9 741        | 44,15        | 13 771      | 49,17       |  |
|                | Victorin Lurel élu       | PS               | 8 543        | 38,72        | 14 234      | 50,83       |  |
|                | Louis-Constant Fleming   | Divers droite    | 2 223        | 10,08        |             |             |  |
|                | Benoit Chauvin           | UDF              | 472          | 2,14         |             |             |  |
|                | Michel Martinon          | FN               | 308          | 1,4          |             |             |  |
|                | Edward Hatchi            | Pôle républicain | 256          | 1,16         |             |             |  |
|                | Jacques Nelson           | Les Verts        | 218          | 0,99         |             |             |  |
|                | Claude Morvan            | PCG              | 144          | 0,65         |             |             |  |
|                | Jocely Morvan            | Divers droite    | 104          | 0,47         |             |             |  |
|                | Micheline Thuillier      | MNR              | 53           | 0,24         |             |             |  |
|                | Joseph Christophe        | Divers           | 2            | 0,01         |             |             |  |
|                | Paul Mathieu             | Divers gauche    | 0            | 0            |             |             |  |
|                |                          |                  |              |              |             |             |  |
| Inscrits       | Inscrits                 | Inscrits         | 66 637       | 100,00       | 66 611      | 100,00      |  |
| Abstentions    | Abstentions              | Abstentions      | 43 439       | 65,19        | 37 147      | 55,77       |  |
| Votants        | Votants                  | Votants          | 23 198       | 34,81        | 29 464      | 44,23       |  |
| Blancs et nuls | Blancs et nuls           | Blancs et nuls   | 1 134        | 4,89         | 1 459       | 4,95        |  |
| Exprimés       | Exprimés                 | Exprimés         | 22 064       | 95,11        | 28 005      | 95,05       |  |